# Маслова (Курська область)
Маслова (рос. Маслова) — присілок в Октябрському районі Курської області Російської Федерації.
Населення становить 1295 осіб. Входить до складу муніципального утворення Черницинська сільрада.

## Історія
Населений пункт розташований на території українського етнічного та культурного краю Східна Слобожанщина.
Від 2004 року входить до складу муніципального утворення Черницинська сільрада.

## Населення
| 2002 | 2010  |
| ---- | ----- |
| 1284 | ↗1295 |